# O’Reilly Verlag
O’Reilly Verlag [/əˈɹaɪli/] ist die deutsche Bezeichnung des internationalen Computerbuchverlages O’Reilly Media. Im Sprachgebrauch wird jedoch nicht zwischen dem US-amerikanischen Hauptsitz und dem deutschen Ableger unterschieden.
Der Verlag ist in der IT-Branche ein fester Begriff: Er ist bekannt für detaillierte technische Darstellungen zahlreicher praktischer EDV-Themen. Zu zahlreichen Themen gibt es kompakte Referenzbücher, die sich auf die wesentlichen Optionen und Parameter bestimmter Software beschränken. Diese Werke heißen in der internationalen wie auch in den deutschsprachigen Ausgaben in a nutshell. Eine nochmals kompaktere Form haben die Bücher der Reihe Pocket Reference, deren deutschsprachige Ausgaben als kurz & gut bezeichnet werden.

## Geschichte
1978 gründete Tim O’Reilly den Verlag in den USA. O’Reilly war vorher ein Beratungsunternehmen gewesen, das für Unternehmen technische Handbücher schrieb. Um die schwankende Auftragslage zu kompensieren, wurde das vorhandene Material von den Mitarbeitern in den „In-a-nutshell“-Handbüchern zweitverwertet.
„In a nutshell“ (wörtlich „in einer Nussschale“) ist ein aus dem lateinischen stammender akademischer Ausdruck (in nuce) und bedeutet so viel wie „in aller Kürze, kurz gesagt, kurz und bündig“, steht also für eine besonders kompakte und komprimierte Form der Darstellung. Dabei sollte die nutshell-Reihe jedoch nicht mit den Büchern der kurz-&-gut-Reihe verwechselt werden (englischsprachig: Pocket Reference).
Mittlerweile ist O’Reilly eine feste Größe im EDV-Verlagswesen: Auf der Rangliste der Computerbuchverlage steht er in den USA auf Platz 4. Es ist einer der letzten Verlage in Privatbesitz. Im Juli 2015 übernahm der dpunkt.verlag das deutschsprachige Buchprogramm.

### Wichtige Ereignisse der Firmengeschichte
Als einer der größten Meilensteine wird der Titel The Whole Internet von Ed Krol aus dem Jahre 1992 betrachtet. Das Buch wurde im Laufe der Jahre mehr als eine Million Mal verkauft und in fast 20 Sprachen übersetzt.
Aus dem Titel The Whole Internet entstand die erste Online-Aktivität von O’Reilly: Der Global Network Navigator (GNN) war im Sommer 1993 das erste Online-Magazin.
1994 gründete der Verlag seine deutsche Niederlassung. Die deutsche Niederlassung veröffentlicht nicht nur Übersetzungen, sondern auch deutsche Originaltitel, von denen einige dann ins Englische übersetzt wurden.
Im Sommer 1997 fand die erste Perl-Konferenz (TPF) in San José statt. Das lag daran, dass O’Reilly jahrelang der Arbeitgeber des Erfinders der Programmiersprache Perl, Larry Wall, war. Seitdem organisiert O’Reilly jährlich eine umfassende Open-Source-Konferenz (OSCON), welche die TPF mit einschließt.
Internationale Aufmerksamkeit erregte O’Reilly Media 2004 mit dem Begriff Web 2.0 als Titel einer Konferenzserie, womit dieses Wort maßgeblich im Sprachgebrauch geprägt wurde.
Der Inhaber Tim O’Reilly ist daher eine bekannte Größe im Open-Source-Umfeld. Er ist auch ein engagierter Gegner von Softwarepatenten. Außerdem ist O’Reilly der erste international bekannte Verlag, der einige Bücher als Openbook unter die freie GNU-Lizenz für freie Dokumentation (GNU FDL) stellte.
2015 wurde die deutsche Niederlassung geschlossen. Deutschsprachige O’Reilly-Bücher erscheinen seither lizenziert von O’Reilly Media, Inc. beim dpunkt.verlag.

## Markenzeichen
Auf allen Büchern der traditionellen O’Reilly-Buchreihen prangt auf dem Titelbild eine Handzeichnung eines Tieres: Auf Perl-Büchern ein Kamel, das Java-Buch zum Beispiel ziert der als ausgestorben geltende Java-Tiger. Die Idee dazu stammte von Edie Freedman, die zunächst alte Stiche von Tieren verwendete, später aber in Anbetracht der Flut von Titeln auf Handzeichnungen auswich.
Im O’Reilly-Verlag ist sogar ein Buch über die Cover-Tiere erhältlich (O’Reillys Tierleben. Kurz und gut. ISBN 3-89721-220-X), in vielen Büchern ist ein Kolophon über die Tiere enthalten. O’Reilly lässt sich die Darstellung von Tieren im Zusammenhang mit dem behandelten Thema als Marke schützen; so ist etwa das Perl-Kamel eine geschützte Marke.
Eine der frühen Ausnahmen, auf der kein Tier abgebildet ist, ist Emoticons. Kurz & gut, dessen Titelblatt von Smileys geziert wird. Diverse neuere O’Reilly-Buchreihen wie Hacks oder die deutsche Original-Reihe Basics verwenden ein anderes Layout mit anderen Titelmotiven.

## Kolophon
Der O’Reilly-Verlag bietet seit 2010 in einem unregelmäßig erscheinenden Podcast mit Tim Pritlove Einblicke in die Bücher und Autoren des Verlages. In diesem stehen vor allem die Themen der Bücher im Vordergrund und werden in Gesprächen mit den Autoren näher erläutert.